# 塔茲馬勒特
36°23′04″N 4°23′57″E / 36.38444°N 4.39917°E

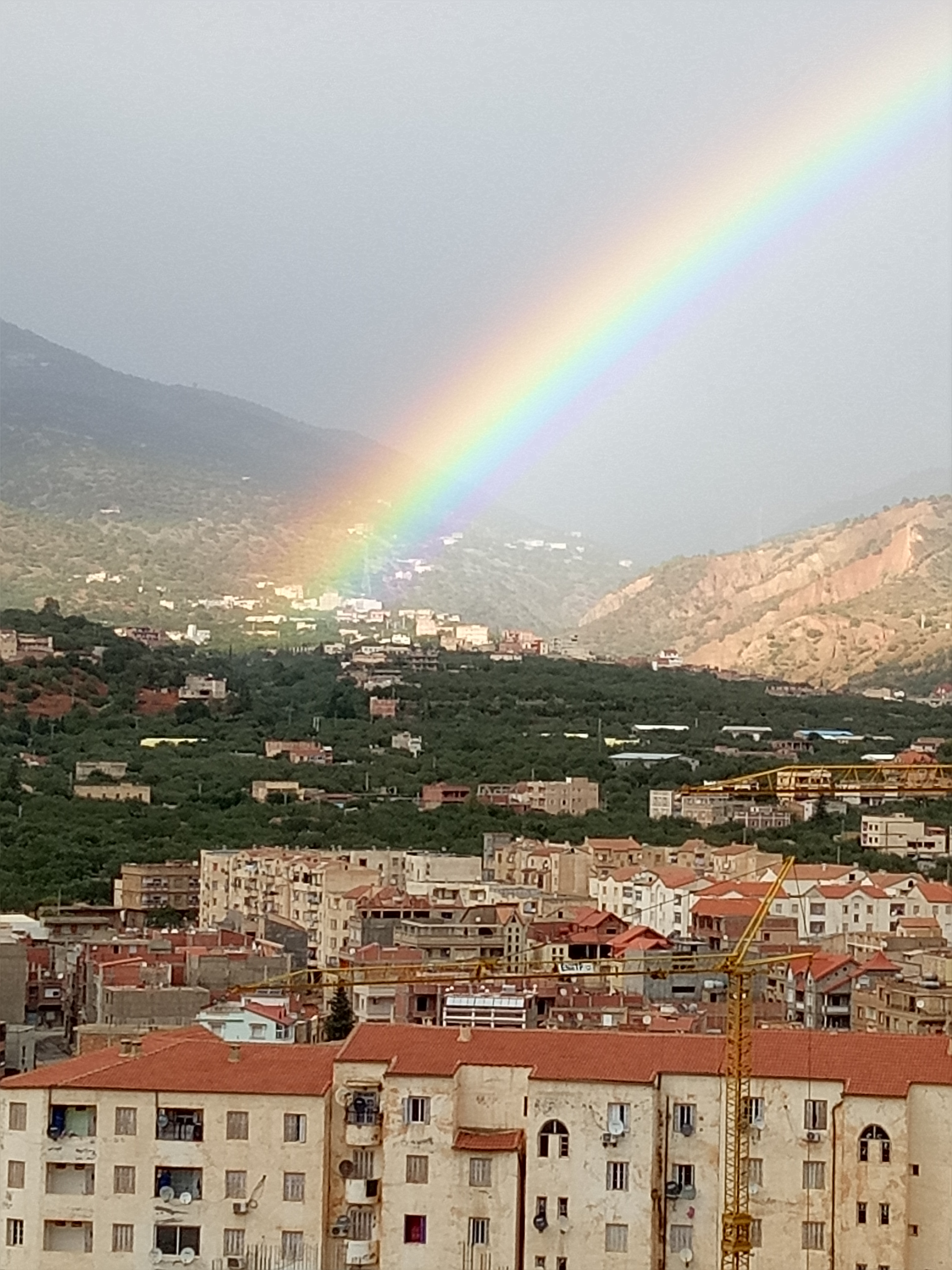
塔茲馬勒特

塔茲馬勒特（阿拉伯语：‎），是阿爾及利亞的城鎮，位於該國北部，由貝賈亞省負責管轄，是塔茲馬勒特區的首府，面積34平方公里，2008年人口28,891，人口密度每平方公里860人。